# Carine Jansen
Carine Jansen, née en 1942 à Carcassonne, est une actrice française.
Elle est aussi connue sous les pseudonymes de Karine Jansen ou de Carinne Janssen.

## Filmographie
- 1954 : Madame du Barry de Christian-Jaque : Chiffe
- 1955 : French Cancan de Jean Renoir
- 1955 : Mademoiselle de Paris de Walter Kapps
- 1955 : Les Truands de Carlo Rim : la femme de Jim
- 1956 : Rencontre à Paris de Georges Lampin
- 1956 : Elena et les Hommes de Jean Renoir
- 1957 : Les Lavandières du Portugal de Pierre Gaspard-Huit
- 1960 : Certains l'aiment froide (ou Les râleurs font leur beurre) de Jean Bastia : Denise